# ジョヴァンナ・ガルツォーニ
ジョヴァンナ・ガルツォーニ（Giovanna Garzoni、1600年 – 1670年）はイタリアの画家である。

## 略歴
イタリア中部の教皇領のアスコリ・ピチェーノに生まれた。両親はヴェネツィア出身の画家の家系であるとされるが、異論もみられる。母方の祖父や叔父は金細工師で、別にヴェネツィアの画家パルマ・イル・ジョーヴァネの工房で学んだ画家 ピエトロ・ガイア(Pietro Gaia)も叔父である。研究者のなかでは、ガルツォーニは1615年頃から、この叔父の工房で見習いとして美術を学んだと推定されている。ガルツォーニは兄弟の一人、マティオともに、各地を旅して活動した。
ローマに住んだ後、1816年にローマの薬学者のジョヴァンニ・ヴォルヴィーノ(Giovanni Vorvino)に依頼されて薬用植物の図を描いた。1820年にヴェネツィアに移り、難病病院(Ospedale degli Incurabili)の教会に装飾画を描いた。ヴェネツィアには数年間滞在し、Giacomo Rogniにカリグラフィー(美書法)を学び、カリグラフィーに関する書籍を作成した。
1630年にマティオとヴェネツィアからナポリに移り、1年ほどナポリの総督(スペイン副王)からの仕事をし、1831年にローマに戻った。すぐにサヴォイア公国の公妃、クリスティーヌ・ド・フランスに招かれて、トリノの王室のミニアチュール画家として働いた。 1632年から1637年の間、トリノに滞在した後、ミラノの女性画家、フェーデ・ガリツィアや静物画家のヌヴォローネと交流し、1640年にはパリに旅し、1642年まで滞在した。ローマに戻り、ローマとフィレンツェを行き来して、メディチ家のフェルディナンド2世・デ・メディチや大公妃ヴィットーリア・デッラ・ローヴェレからの注文の仕事もした。
1650年からはローマに住み、ローマで死去した。

## 作品

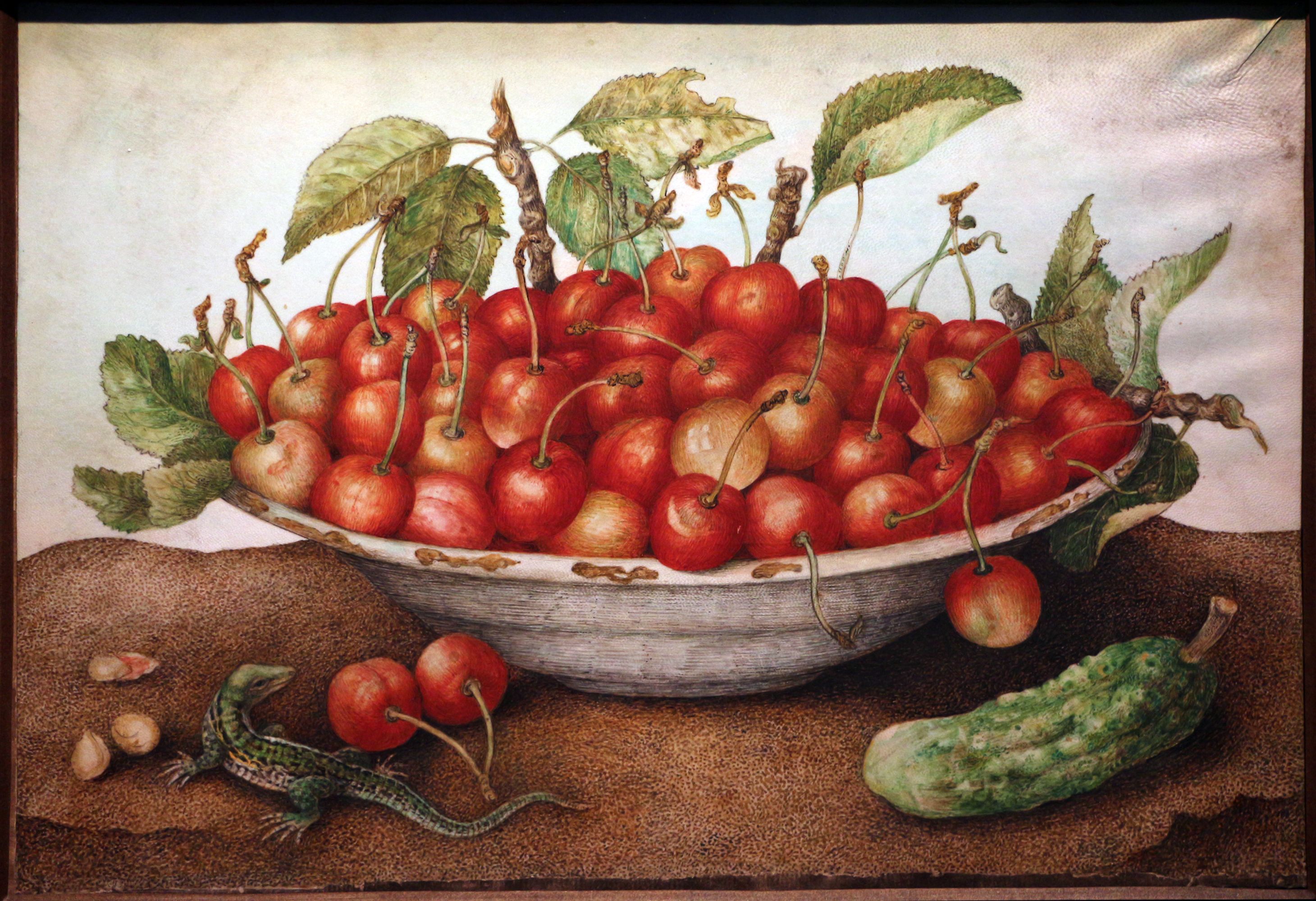
胡瓜とトカゲとチェリーの皿
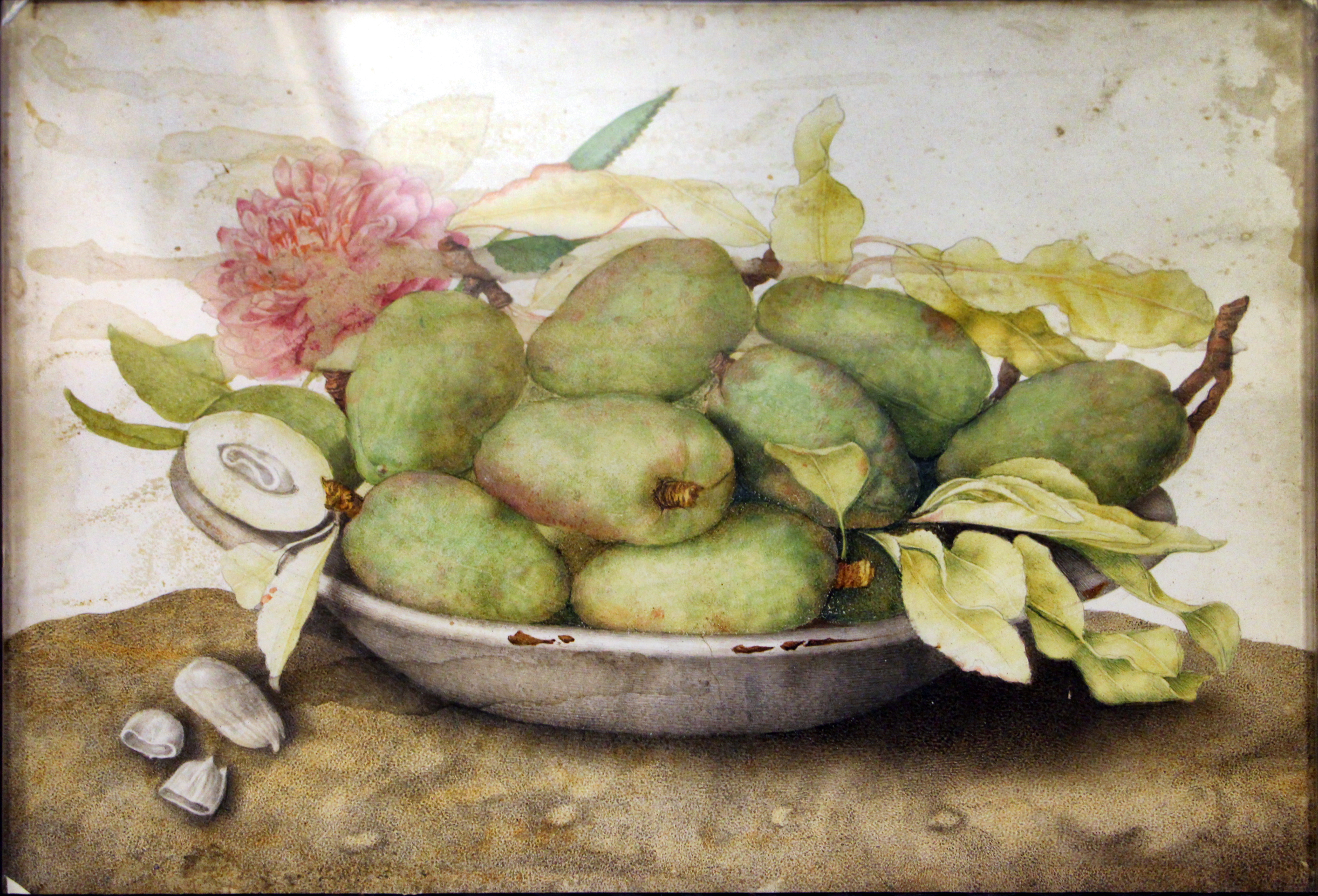
バラと緑のアーモンド
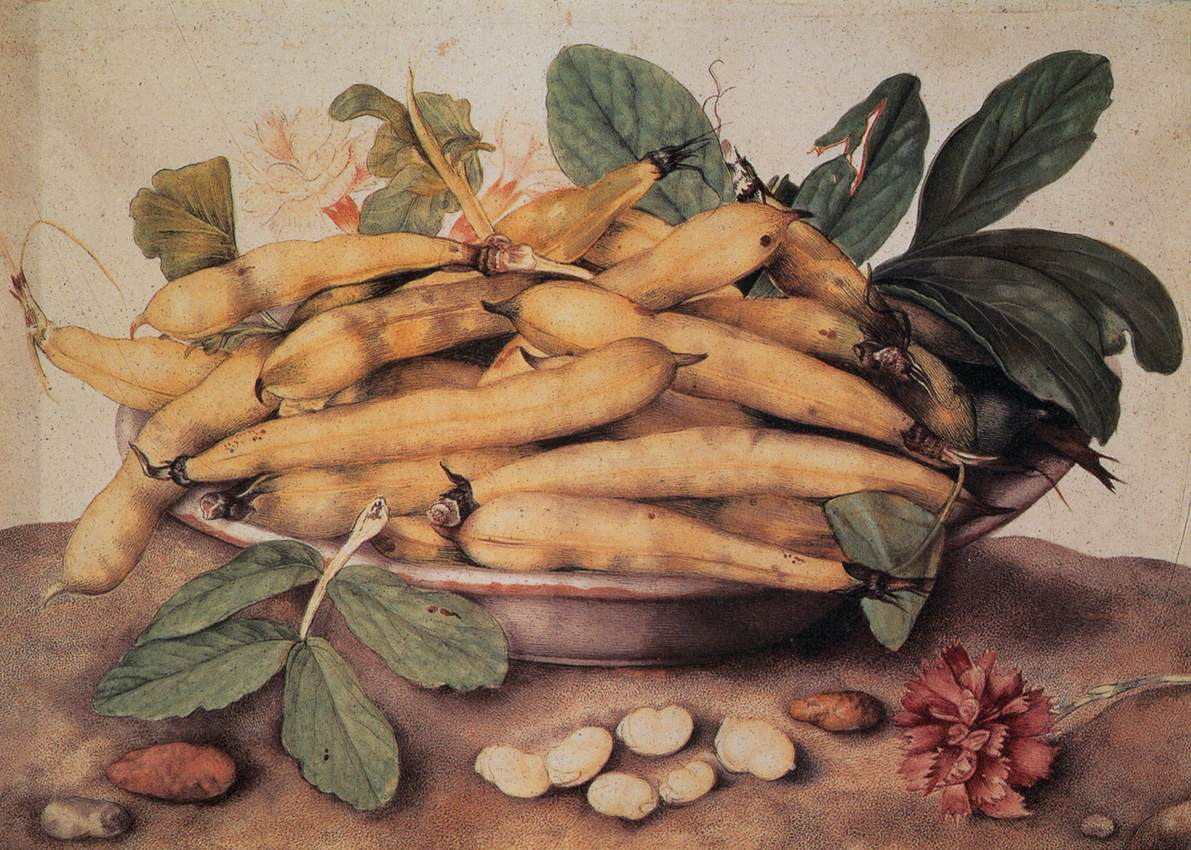
豆の皿

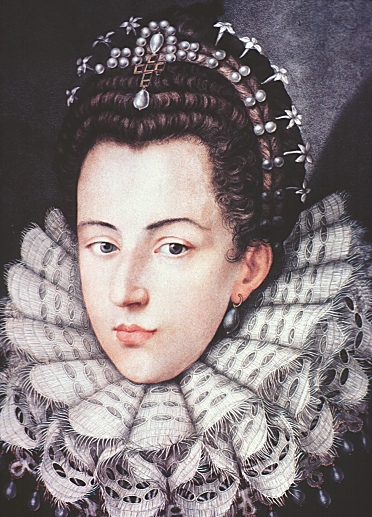
ヴィットーリア・デッラ・ローヴェレ (1635)
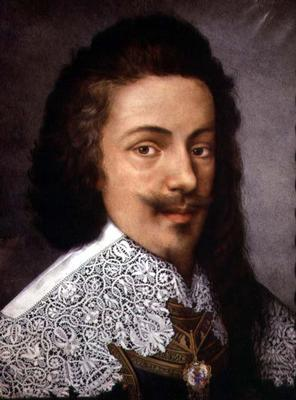
ヴィットーリオ・アメデーオ1世
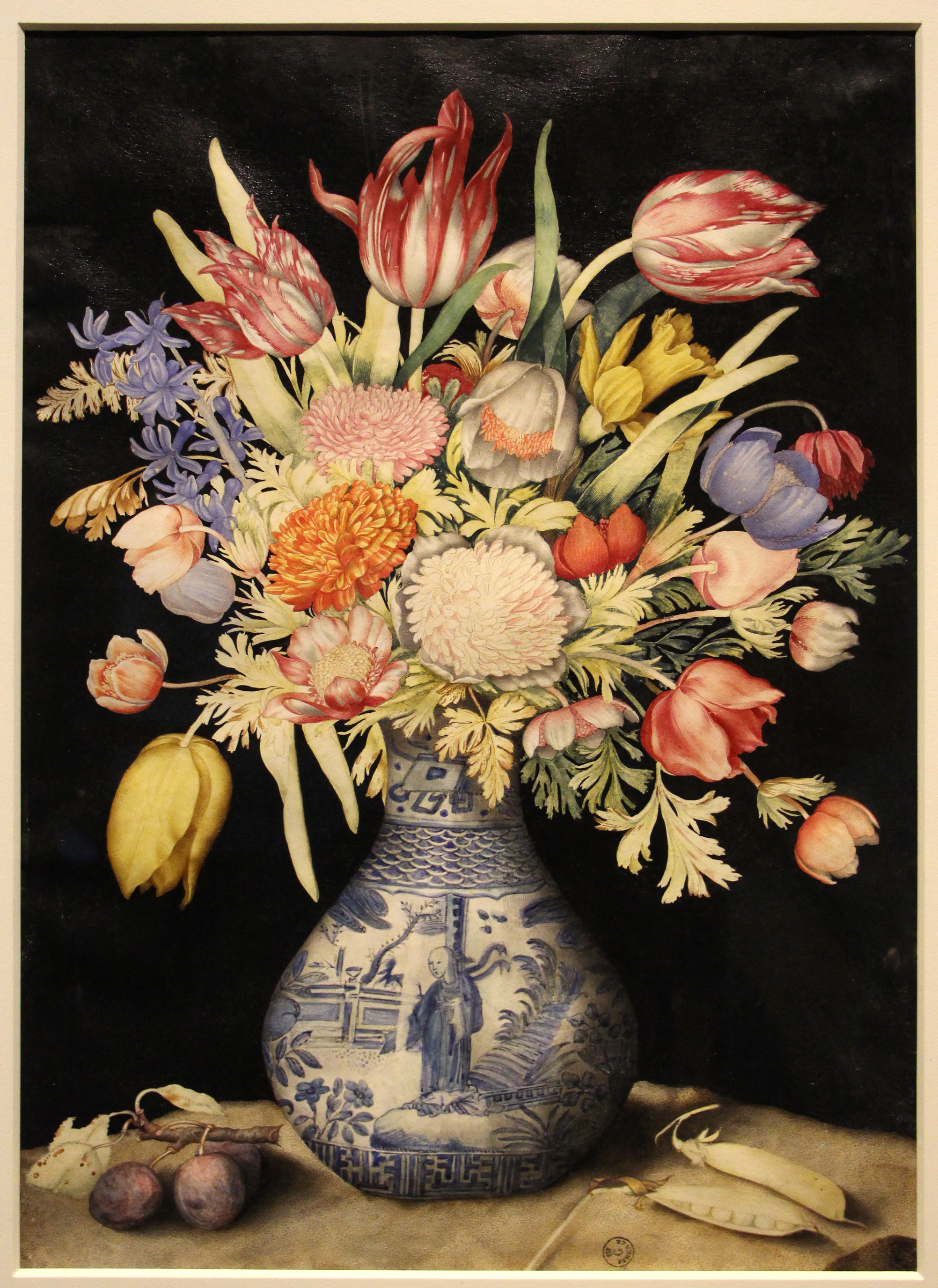
中国の花瓶の花
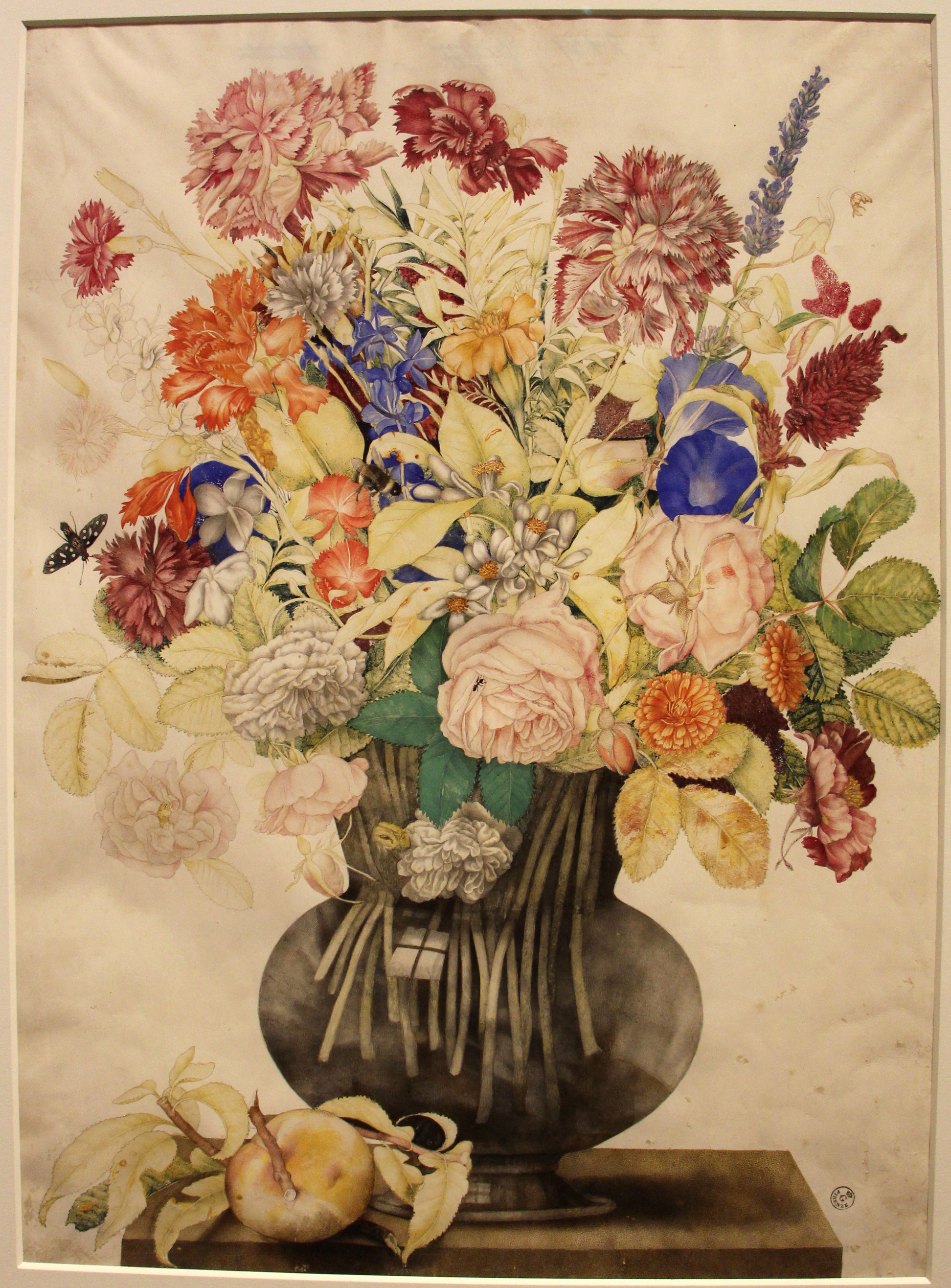